# Façade maritime

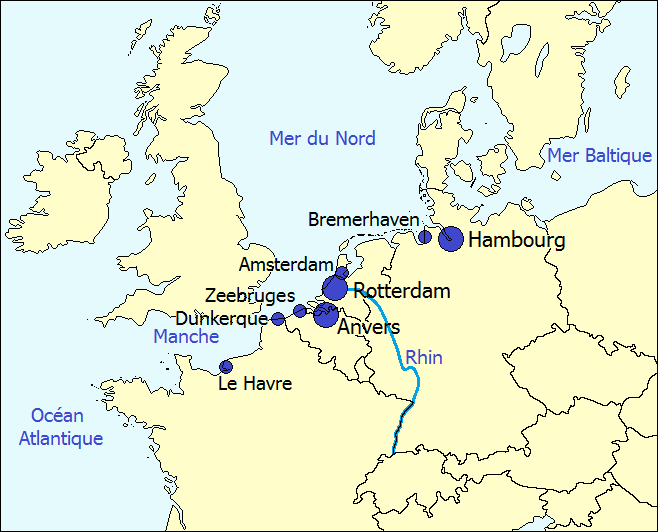
Un exemple de façade maritime : le range nord-européen, appelé aussi la Northern Range. Carte de localisation des principaux ports de commerce alignées au sud de la mer du Nord.

Dans le domaine de la géographie, de l'aménagement du territoire et de la planification de l’espace maritime (cadrée en Europe par une directive), une façade maritime est la zone marine située au large d'une côte, et son interface terre-mer, pour chaque « mer » (la France est ainsi divisée en quatre grandes façades).
Dans le domaine de l'économie, une façade maritime désigne souvent un territoire marin et littoral regroupant un ensemble d'infrastructures logistiques et portuaires alignées le long de ce littoral, desservant un territoire terrestre économiquement très développé, tout en lui permettant d'échanger avec les autres territoires et le grand large. Les grandes façades maritimes structurent de plus en plus la logistique du commerce mondial de marchandises. Le « range nord-européen » correspond ainsi au littoral du sud de la mer du Nord.

## Notions théoriques en économie
Selon la théorie géographique développée par André Vigarié, un port forme une interface (une zone de contact) entre un Hinterland (notion allemande pour désigner l'« arrière-pays » terrestre) et un Foreland (notion anglaise désignant l'« avant-pays » au-delà des mers). Cette théorie vaut pour un port isolé comme pour un groupe de ports formant une interface littorale : l'hinterland de cette façade est alors partagé.
Les ports d'une façade maritime peuvent se spécialiser pour être complémentaires entre eux, ou à cause de leur concurrence mutuelle. Cette spécialisation peut concerner un secteur économique (le port de Houston est par exemple spécialisé dans la pétrochimie) ou une fonction de hub (« moyeu » en anglais). Un hub est un port pratiquant surtout du transbordement, accueillant les plus gros navires transocéaniques (mothers-ship) pour faire des économies d'échelle, approvisionnant les autres ports de la façade grâce à des navires plus modestes (feeders : navires collecteurs) faisant du cabotage. Le port de Marsaxlokk, sur Malte, est par exemple un des hubs de la Méditerranée.

## Répartition en façades
Le développement des infrastructures portuaires étant lié au développement économique de l'hinterland, les principales façades maritimes se trouvent logiquement dans les pôles de la Triade : l'Amérique du Nord, l'Europe et l'Asie de l'Est. Des façades plus modestes émergent dans d'autres territoires, notamment dans le Sudeste brésilien, sur les deux façades indiennes, les deux façades australiennes et au Maghreb.

### Façades nord-américaines
Les ports nord-américains peuvent se répartir en trois ou quatre grandes façades (Seaboard), selon qu'on considère l'ensemble que forment les Grands Lacs et l'axe du Saint-Laurent comme fluvial ou maritime. Une autre approche est de répartir les ports en groupes plus petits (range : « rangée ») :
- façade de l'Atlantique :
  - range du Nord-Est (ports de Boston, de New York, de Philadelphie, de Baltimore, d'Hampton Roads, etc.) ;
  - range du Sud-Est (ports de Wilmington, de Charleston, de Savannah, etc.) ;
  - range de Floride (ports de Palm Beach, Port Everglades, de Miami, de Tampa, etc.) ;
- façade du golfe du Mexique :
  - range Texas – Louisiane (ports de Houston, du Sud de la Louisiane, de Corpus Christi, de Bâton-Rouge, de Lake Charles, de Beaumont, etc.) ;
  - groupe mexicain (ports d'Altamira, de Tampico, de Veracruz, de Coatzacoalcos, de Paraíso, etc.) ;
- Main Street America[n 2] :
  - range des Grands Lacs (ports de Duluth, de Chicago, d'Ashtabula, etc.) ;
  - groupe québécois (ports de Montréal, de Québec, etc.) ;
- façade du Pacifique :
  - range de Californie (ports de San Diego, de Los Angeles, de Long Beach, de San Francisco, d'Oakland, etc.) ;
  - range du Nord-Ouest (ports de Vancouver, d'Everett, de Seattle, de Tacoma, de Portland, etc.).

### Façades asiatiques
Le développement des pays de l'Asie de l'Est (ou Asie d'Extrême-Orient) a entraîné la constitution de plusieurs façades maritimes :
- façade chinoise, le plus souvent subdivisée en quatre ou cinq groupes :
  - bordure de la mer Jaune (ports de Tianjin, de Qingdao, de Qinhuangdao, de Dalian, de Yingkou, de Tangshan, de Lianyungang, etc.) ;
  - delta du Yangzi Jiang (ports de Shanghai, de Ningbo, de Zhoushan, etc.) ;
  - île de Taïwan (ports de Kaohsiung, de Taichung, de Taoyuan, de Keelung, etc.) ;
  - groupe du Fujian (ports de Xiamen, de Quanzhou, de Putian, de Fuzhou, etc.) ;
  - embouchure du Zhu Jiang (ports de Guangzhou, de Hong Kong, de Shenzhen, de Yantian, etc.) ;
- range malais (ports de Singapour, Port Kelang, de Tanjung Pelepas, de Laem Chabang, de Malacca, de Johor, etc.) ;
- façade coréenne (ports de Busan, d'Ulsan, d'Inchon, de Gwangyang, de Daesan, etc.) ;
- façade japonaise :
  - groupe de la baie de Tokyo (ports de Chiba, de Yokohama, de Tokyo, de Kawasaki, d'Ichihara, de Yokosuka, etc.) ;
  - groupe de la baie d'Ise (ports de Nagoya, de Tahara, de Yokkaichi, de Chita, etc.) ;
  - groupe de la baie d'Osaka (ports d'Osaka, de Kōbe, de Sakai, etc.) ;
  - groupe de la mer intérieure (ports de Himeji, de Mizushima, de Hiroshima, d'Ube, etc.) ;
  - groupe du Nord de Kyūshū (ports de Kitakyūshū, de Fukuoka, de Nagasaki, etc.).

### Façades européennes
Les ports européens se répartissent en six façades :
- Nord-Europe :
  - groupe oriental (ports de Hambourg, de Bremerhaven et de Wilhelmshaven) ;
  - groupe du « delta d'or »[8] (ports de Rotterdam, d'Anvers, d'Amsterdam, de Flessingue, de Terneuzen, de Gand et de Zeebruges) ;
  - groupe occidental (ports de Dunkerque, du Havre et de Rouen) ;
- Ouest-Méditerranée (ports de Marseille, d'Algésiras, de Valence, de Gênes, etc.) ;
- îles Britanniques (ports de Felixstowe, de Grimsby and Immingham, de Londres, de Milford Haven, etc.) ;
- Est-Méditerranée (ports de Novorossiisk, de Constanța, du Pirée, d'Avcılar, etc.) ;
- Baltique (ports de Primorsk, de Saint-Pétersbourg, de Göteborg, de Gdansk, etc.) ;
- Atlantique (ports de Saint-Nazaire, de Bordeaux, de Bilbao, de Sines, etc.).

### En France
Quatre façades maritimes ont été définies (Manche-Est - Mer du Nord, Nord-Atlantique - Manche Ouest, Sud-Atlantique et Méditerranée), correspondant aux zones marines qui bordent leurs côtes, chacune disposant d'un préfet maritime, d'une commission administrative dédiée, chargée de produire la position de l'État sur les sujets maritimes et littoraux de ladite façade (dont sur le document stratégique de façade et le plan d'action pour le milieu marin. Les Agences de l'eau et les conseils de rivage du Conservatoire du Littoral, les conseils de gestion des Parcs naturels marins, les comités de pilotage Natura 2000, certaines instances de gouvernance de syndicats mixtes, etc. sont aussi organisés en fonction des façades maritimes.
Avec l'ambition d'étudier en détail la façade littorale de la basse Normandie, un Centre d'Études et de Recherche sur la façade maritime a vu le jour en 1977

## Classement des principales façades
Il y a trois méthodes pour classer les ports et les façades :
- soit en se basant sur le trafic total (entrant et sortant) exprimé en tonnes ;
- soit en se basant sur la valeur totale des marchandises échangées ;
- soit en comptabilisant seulement le trafic de conteneurs, exprimé en EVP.

| Façades maritimes             | États        | Principaux ports            | Trafics 2012 | Trafic total 2012 |
| ----------------------------- | ------------ | --------------------------- | ------------ | ----------------- |
| Façade de la mer Jaune        | Chine        | Port de Tianjin             | 477          | 2 436             |
| Façade de la mer Jaune        | Chine        | port de Qingdao             | 407          | 2 436             |
| Façade de la mer Jaune        | Chine        | Port de Qinhuangdao         | 233          | 2 436             |
| Façade de la mer Jaune        | Chine        | Port de Dalian              | 373          | 2 436             |
| Façade de la mer Jaune        | Chine        | Port de Tangshan            | 364          | 2 436             |
| Façade de la mer Jaune        | Chine        | Port de Yingkou             | 301          | 2 436             |
| Façade de la mer Jaune        | Chine        | Port de Rizhao              | 281          | 2 436             |
| Rangée nord-européenne        | Allemagne    | Port de Hambourg            | 130          | 1 086             |
| Rangée nord-européenne        | Allemagne    | Port de Bremerhaven         | 84           | 1 086             |
| Rangée nord-européenne        | Pays-Bas     | Port de Rotterdam           | 441          | 1 086             |
| Rangée nord-européenne        | Pays-Bas     | Port d'Amsterdam            | 94           | 1 086             |
| Rangée nord-européenne        | Belgique     | Port d'Anvers               | 184          | 1 086             |
| Rangée nord-européenne        | Belgique     | Port de Zeebruges           | 43           | 1 086             |
| Rangée nord-européenne        | France       | Port de Dunkerque           | 47           | 1 086             |
| Rangée nord-européenne        | France       | Port du Havre               | 63           | 1 086             |
| Embouchure du Zhu Jiang       | Chine        | Port de Guangzhou           | 438          | 1 021             |
| Embouchure du Zhu Jiang       | Chine        | Port de Hong Kong           | 269          | 1 021             |
| Embouchure du Zhu Jiang       | Chine        | Port de Shenzhen            | 196          | 1 021             |
| Embouchure du Zhu Jiang       | Chine        | Port de Yantian             | 118          | 1 021             |
| Delta du Yangzi Jiang         | Chine        | Port de Shanghai            | 644          | 1 008             |
| Delta du Yangzi Jiang         | Chine        | Port de Ningbo-Zhoushan     | 364          | 1 008             |
| Façade du golfe du Mexique    | États-Unis   | Louisiane du Sud            | 228          | 903               |
| Façade du golfe du Mexique    | États-Unis   | Port de Houston             | 216          | 903               |
| Façade du golfe du Mexique    | États-Unis   | Port de La Nouvelle-Orléans | 71           | 903               |
| Façade du golfe du Mexique    | États-Unis   | Port de Beaumont            | 71           | 903               |
| Façade du golfe du Mexique    | États-Unis   | Port de Corpus Christi      | 62           | 903               |
| Façade du golfe du Mexique    | États-Unis   | Port de Baton Rouge         | 54           | 903               |
| Façade du golfe du Mexique    | États-Unis   | Port de Texas City          | 51           | 903               |
| Façade du golfe du Mexique    | États-Unis   | Port de Mobile              | 49           | 903               |
| Façade du golfe du Mexique    | États-Unis   | Port de Lake Charles        | 49           | 903               |
| Façade du golfe du Mexique    | États-Unis   | Port de Plaquemine          | 52           | 903               |
| Façade malaise                | Singapour    | Port de Singapour           | 538          | 893               |
| Façade malaise                | Malaisie     | Port Kelang                 | 195          | 893               |
| Façade malaise                | Malaisie     | Tanjung Pelepas             | 116          | 893               |
| Façade malaise                | Malaisie     | Port de Kota Baru           | 44           | 893               |
| Façade japonaise du Pacifique | Japon        | Port de Nagoya              | 202          | 830               |
| Façade japonaise du Pacifique | Japon        | Port de Chiba               | 152          | 830               |
| Façade japonaise du Pacifique | Japon        | Port de Yokohama            | 121          | 830               |
| Façade japonaise du Pacifique | Japon        | Port de Kitakyushu          | 98           | 830               |
| Façade japonaise du Pacifique | Japon        | Port d'Osaka                | 88           | 830               |
| Façade japonaise du Pacifique | Japon        | Port de Kobe                | 87           | 830               |
| Façade japonaise du Pacifique | Japon        | Port de Tokyo               | 82           | 830               |
| Façade coréenne               | Corée du Sud | Port de Busan               | 298          | 801               |
| Façade coréenne               | Corée du Sud | Port d'Ulsan                | 174          | 801               |
| Façade coréenne               | Corée du Sud | Port d'Inchon               | 109          | 801               |
| Façade coréenne               | Corée du Sud | Port de Gwangyang           | 109          | 801               |
| Façade coréenne               | Corée du Sud | Port de Daesan              | 60           | 801               |
| Façade coréenne               | Corée du Sud | Port de Pohang              | 51           | 801               |
| Façade du Sudeste             | Brésil       | Port de Tubarão (Vitória)   | 133          | 468               |
| Façade du Sudeste             | Brésil       | Port de Sepetiba            | 103          | 468               |
| Façade du Sudeste             | Brésil       | Port de Santos              | 101          | 468               |
| Façade du Sudeste             | Brésil       | Port de São Sebastião       | 51           | 468               |
| Façade du Sudeste             | Brésil       | Port de Paranaguá           | 42           | 468               |
| Façade du Sudeste             | Brésil       | Port d'Angra dos Reis       | 38           | 468               |